# Girl’s Day Everyday 5
Girl’s Day Everyday #5 – siódmy minialbum grupy Girl’s Day, wydany 27 marca 2017 roku.

## Informacje o albumie
Minialbum został wydany przez Dream Tea Entertainment i dystrybuowany przez LOEN Entertainment. Do promocji minialbumu posłużyła piosenka „I'll Be Yours”.
28 marca 2017 r. Girl’s Day powróciły na scenę w programie The Show, wykonując piosenkę „Love Again” oraz „I'll Be Yours”.
Główny singel „I'll Be Yours” zajął 3. miejsce na tygodniowym wykresie Gaon Digital Chart. W drugim tygodniu uplasował się na 11. miejscu. Singel zajął również 76. miejsce na Gaon Digital Chart za marzec 2017 roku, uzyskując 109 375 pobrań.
Minialbum Girl’s Day Everyday #5 zajął 5. miejsce na Gaon Album Chart w tygodniowym wykresie z 26 marca - 1 kwietnia 2017 roku. W drugim tygodniu spadł na 52. miejsce, a w trzecim wskoczył na 27. miejsce. Minialbum również zajął 7. miejsce na Billboard World Albums. Znalazł się też na 15. miejscu Gaon Album Chart w marcu 2017 roku. W ciągu pięciu dni sprzedano 9 982 fizycznych egzemplarzy.

## Lista utworów
| Girl’s Day Everyday#5 |                                       |                       |                                                                                      |      |
| Nr                    | Tytuł                                 | Słowa                 | Muzyka                                                                               | Czas |
| 1.                    | „I'll Be Yours”                       | Mafly, Oh Yuwon, Yura | Ryan S. Jhun, Emile Ghantous, Denzil Remedios, Keith Hetrick, K NITA, Alicia Stamkos | 3:10 |
| 2.                    | „Thirsty”                             | Seo Jieum, Yura       | LDN Noise, Alice Sophie Penrose, Carolyn Jordan, Ryan S. Jhun, Jo Miswell            | 3:06 |
| 3.                    | „Love Again”                          | Jeongyun              | Hyuk Shin                                                                            | 3:47 |
| 4.                    | „Kumbaya (Come by Here)” (Sojin Solo) | Sojin, Jo Miswell     | Daniel Durn, Sebastian Owens, Marcus Elkjer, Natalie Major, Jo Miswell, Ryan S. Jhun | 4:11 |
| 5.                    | „Truth” (Minah Solo)                  | Minah, Mafly          | Ryan S. Jhun, David Quinones, Bert Elliot, Jaden Michaels                            | 3:16 |
| 6.                    | „Don't Be Shy”                        | Sojin, Mafly          | Courtney Jenae, Wondrboy, 999, Chek Parren                                           | 3:16 |
| 7.                    | „I'll Be Yours” (Instrumental)        |                       | Ryan S. Jhun, Emile Ghantous, Denzil Remedios, Keith Hetrick, K NITA, Alicia Stamkos | 3:05 |

## Notowania
| Lista                    | Pozycja |
| ------------------------ | ------- |
| Gaon Weekly Album Chart  | 5       |
| Billboard World Albums   | 7       |
| Gaon Monthly Album Chart | 15      |